# Об'єкт 0-50

Т-100 — прототип «Об'єкта 0-50»

«Об'єкт 0-50» — експериментальний радянський однобаштовий важкий танк прориву кінця 1930-х років.
«Об'єкт 0-50» був розроблений як танк прориву в КБ заводу № 185. Власне це був однобаштовий варіант танка Т-100. Машина розроблялася під керівництвом І. С. Бушнева як конкурент однобаштового танка КВ. Розробка проекту здійснена влітку 1939 року. І. І. Агафонов був призначений провідним інженером «Об'єкта 0-50». Танк мав класичну компонувальну схему, від Т-100 відрізнявся розташуванням озброєння в одній башті та використанням дизеля як силової установки. Чотиритактний двенадцатіциліндровий V-подібний дизель В-2 потужністю 500 к. с. розташовувався подовжньо. Екіпаж 4 особи. У баштовій установці розміщувалися 76,2-мм гармата Л-11, два кулемети: 12,7-мм ДК та 7,62-мм кулемет ДТ. Була можливість заміни одного кулемета на 45-мм гармату. Броня протиснарядна з гомогенної броньової сталі, корпус зварний з катаних броньових листів 30, 60, 75 мм, лоб корпусу 60 мм, підвіска торсіонна. Проектована маса танка — 40 тонн. Машина виготовлялася на Іжорському заводі, але так і не була закінчена.